# Чух Олександр Васильович
Олекса́ндр Васи́льович Чух  (нар. 29 листопада 1959) — український музикант, співак, соліст фольклорного ансамблю Національної філармонії України «Веселі музики». Заслужений артист України (2000).

## Життєпис
Закінчив Львівське музично-педагогічне училище і Київський педагогічний інститут.
З 1981 року виступає в фольклорному ансамблі Національної філармонії України «Веселі музики» (контрабас, спів).
Побував на гастролях в Англії, Австрії, Бельгії, Болгарії, Голландії, США, Франції, Шотландії, Чехії, Словаччині, Польщі, Фінляндії, Ізраїлі, Греції, Німеччині.
1995 року ансамбль виступив на одній з найпрестижніших сцен Європи — у Мюнхенській філармонії.

## Відзнаки
2000 року йому було присвоєно звання Заслуженого артиста України.